# NVR-шлем
NVR-шлем — российский шлем виртуальной реальности с нейроинтерфейсом. Создан командой разработчиков при Московском технологическом институте. Возможности нейрошлема планируется применять для 3D-моделирования процессов мышления в проекте CoBrain  по картированию мозга в рамках Национальной технологической инициативы. В данный момент создан работающий прототип. Первая партия опытных образцов ориентирована на разработчиков, имеет API для Unity и поддерживает DK1 и OSVR.

## Технические характеристики
- Диагональ дисплея — 6 дюймов
- Технология матрицы — TFT IPS
- Разрешение — 2560×1440 пикселей
- Время отклика — 5 миллисекунд
- Частота обновления — 60 Гц
- Угол обзора — 100 градусов
- Система трекинга — акселерометр, магнитометр, гироскоп
- Интерфейсы подключения к компьютеру — 1×HDMI, 1×USB
- Изменяемое межосевое расстояние линз
- Вес — 450 граммов

Главная особенность конструкции шлема — сменный экран: может использоваться и как модуль с разрешением 2560×1440 пикселей, и как смартфон с диагональю до шести дюймов.

## Применение
NVR-шлем применяется в видеоиграх и для просмотра 3D-кино, а также в образовании. На его основе для Московского технологического института разработана программа, которая детально отображает работу мозга, его отделы и сегменты. Студенты могут подробно рассмотреть все вплоть до нейронов и узнать, как они функционируют.
NVR-шлем также применяется в ходе занятий Школы юных нейротехнологов в Физтех-лицее им. П.Л. Капицы. С помощью устройства школьники освоили профессию нейропилота, которую представили на соревнованиях Junior Skills  в Екатеринбурге.

## Нейрофидбек
Ожидается, что в будущем к устройству добавят возможности нейрофидбека. Сведения будут получать при помощи ЭЭГ, а затем на основе этих данных виртуальная реальность будет подстраиваться под восприятие человека. Также это позволит получать научные данные о работе различных отделов мозга. В настоящее время ведется НИОКР по созданию нейромодулятора, и уже получен государственный патент на нейрошлем.